# Unbreakable Smile
Unbreakable Smile è il primo album in studio della cantante statunitense Tori Kelly, pubblicato il 23 giugno 2015.

## Tracce
1. Where I Belong (Tori Kelly, Claude Kelly) – 1:27
2. Unbreakable Smile (T. Kelly) – 3:48
3. Nobody Love (T. Kelly, Rickard Goransson, Savan Kotecha, Max Martin) – 3:23
4. Expensive (T. Kelly, Kotecha, Alexander Kronlund, Joleen Belle, Lukas Loules, Tash, Daye Jack) – 3:27 – featuring Daye Jack
5. Should've Been Us (T. Kelly, Ludvig Söderberg, Jakob Jerlström, Oscar Holter, Laleh Pourkarim, Alexander Kronlund, James Alan) – 3:06
6. First Heartbreak (T. Kelly, Toby Gad) – 3:24
7. I Was Made for Loving You (T. Kelly, Ed Sheeran) – 3:08 – featuring Ed Sheeran
8. City Dove (T. Kelly, Ilya, Laleh) – 3:42
9. Talk (T. Kelly, James Ryan Ho) – 3:52
10. Funny (live) (T. Kelly, C. Kelly, Chuck Harmony) – 4:17
11. Art of Letting You Go (T. Kelly, Oren Yoel) – 3:36
12. California Lovers (T. Kelly, Martin, Kotecha, Goransson, Ali Payami, James Todd Smith) – 3:40 – featuring LL Cool J
13. Falling Slow (T. Kelly, Johan Carlsson, Martin) – 3:54
14. Anyway (T. Kelly, C. Kelly, Harmony) – 4:32

Tracce bonus nell'edizione deluxe
1. Dear No One – 3:18
2. Beautiful Things – 3:05

Tracce bonus nella riedizione
1. Hollow (Tori Kelly, Hayley Warner, Zac Poor, Lindsey Jackson, Thom Macken) – 3:30
2. Something Beautiful – 3:43

## Classifiche
| Classifica (2015) | Posizione massima |
| ----------------- | ----------------- |
| Australia         | 8                 |
| Canada            | 3                 |
| Nuova Zelanda     | 6                 |
| Stati Uniti       | 2                 |